# Mi hai capito o no?
Mi hai capito o no? è un singolo del rapper italiano Guè, pubblicato il 31 marzo 2023 come secondo estratto dall'ottavo album in studio Madreperla.

## Descrizione
Il brano è stato prodotto da Bassi Maestro e contiene un campionamento di Hai capito o no? di Ron del 1983, cover della più nota I Can't Go for That (No Can Do) degli Hall & Oates. La sezione musicale è inoltre arricchita da scratch e da influenze derivanti dalla disco music, mentre il testo si basa su uno storytelling di Guè su una ragazza, incontrata in una Chinatown, che riesce a gestire a suo piacimento le emozioni del rapper.

## Accoglienza
Recensendo il brano per Rapologia.it, Tommaso Berzanti lo ha notato tra i momenti migliori di Madreperla lodando la produzione «lucente» e la scrittura del rapper nel singolo, grazie all'iconografia «limpida e cinematografica, mantenendo la leggerezza del contenuto». Positiva anche la recensione di Claudio Cabina di Rockol, che ha celebrato il campionamento e la ballabilità del brano. Marco Macchi di Newsic ha affermato che il brano «non sfigurerebbe in una compilation di disco music nostrana, tra una traccia di Alan Sorrenti e una di Giorgio Moroder».

## Classifiche
| Classifica (2023) | Posizione massima |
| ----------------- | ----------------- |
| Italia            | 15                |